# Lajka (hundtyp)

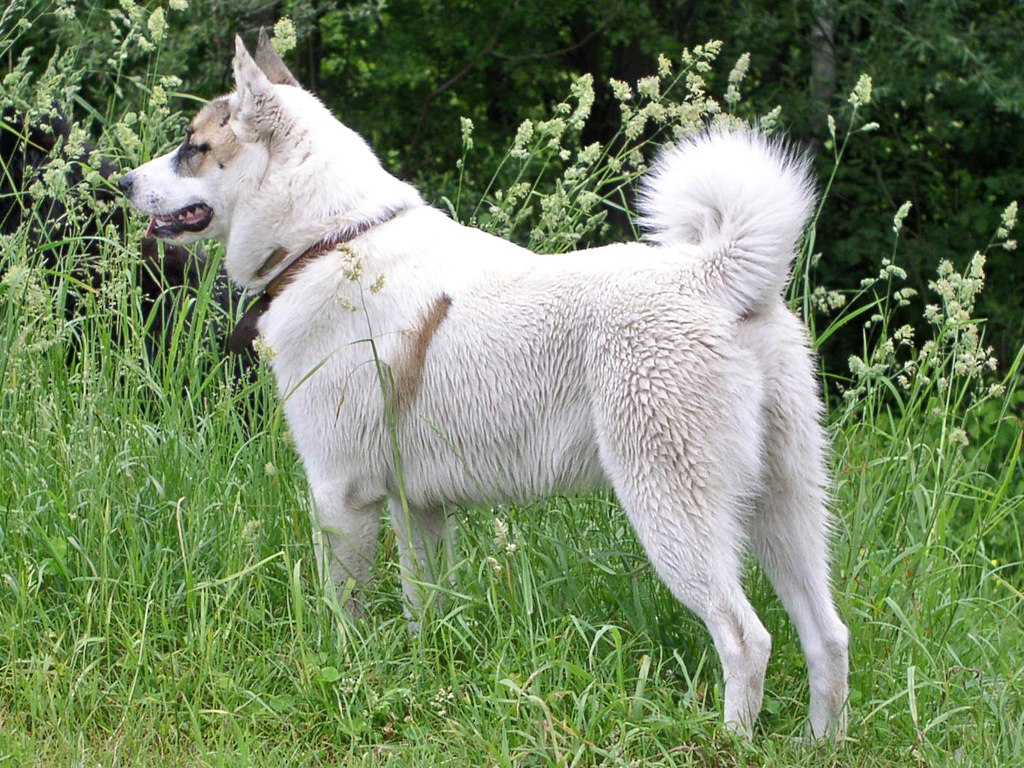
Västsibirisk lajka

Lajka är en generell benämning på flera hundraser av ställande jakthundar. De används både vid jakt på älg och rovdjur, som exempelvis lo och björn.
Raserna är 52–61 cm höga, bland annat beroende på kön. Användningsområdena är både småviltjakt och högviltsjakt, som en allround jakthund. I Ryssland används lajkorna till alla slags jaktformer.

## Källhänvisningar
1. ↑  "lajkor". NE.se. Läst 17 juni 2014.